# 湖南石油化工职业技术学院
29°31′48″N 113°21′15″E / 29.530114°N 113.354208°E
湖南石油化工职业技术学院，位于湖南省岳阳市云溪区，是湖南省一所高等专科大学。

## 学校院系
湖南石油化工职业技术学院拥有3个系，2个部，20多个专业。

### 系
石化工程系、机电工程系、信息管理系

### 部
基础课部、思政课部

### 主要专业
工业分析与检验、炼油技术、应用化工技术、电气自动化技术、化工设备维修技术、焊接技术及自动化、网络系统管理、物流管理

## 附属机构
岳阳长和机电有限公司是湖南石油化工职业技术学院的校办企业。

## 学校文化

### 校训
艰苦奋斗、争创一流

### 校风
崇德、精业、求实、创新

## 荣誉
湖南石油化工职业技术学院先后获得“安全生产培训基地”、“高技能人才培训基地”、“职业院校农民工培训基地”、“湖南省职业教育和成人教育先进单位”等荣誉称号。